# Dia das Bruxas
O Dia das Bruxas (do inglês: Halloween, pronuncia-se [hæləʊˈiːn], ou [ˌhæloʊˈiːn], contracção de "All Hallows Eve") é uma celebração anual que ocorre principalmente nos países anglófonos no dia 31 de outubro, véspera da celebração religiosa ocidental do Dia de Todos os Santos. Ela começa com a vigília de três dias da Estação de Todos os Santos, o tempo do ano litúrgico dedicado a lembrar os mortos, incluindo santos (hallows), mártires e todos os fiéis falecidos.
Acredita-se que muitas das tradições do Halloween originaram-se do antigo festival celta da colheita, o Samhain, e que esta festividade gaélica foi cristianizada pela Igreja primitiva. O Samhain e outras festas também podem ter tido raízes pagãs. Alguns, no entanto, apoiam a visão de que o Halloween começou independentemente do Samhain e tem raízes cristãs.
Entre as atividades de Halloween mais comuns estão festas e fantasias, praticar "doçura ou travessura", decorar a casa, fazer lanternas de abóbora, fogueiras, jogos de adivinhação, ir em atrações "assombradas", contar histórias assustadoras e assistir filmes de terror. Em muitas partes do mundo, as vigílias religiosas cristãs de Véspera do Dia de Todos os Santos (Halloween), como frequentar os cultos da igreja e acender velas nos túmulos dos mortos, permanecem populares, embora em outros lugares seja uma celebração mais comercial e secular. Alguns cristãos historicamente se abstêm de carne na Véspera do Dia de Todos os Santos.

## Etimologia
O primeiro registro do termo "halloween" é de cerca de 1745. É uma contracção do termo inglês All Hallows Eve, que significa Véspera do Dia de Todos-os-Santos, a véspera de 1 de novembro, data comemorativa religiosa cristão, o início da Estação de Todos os Santos. Embora existam várias teorias sobre a origem, a mais difundida aponta para o festival celta Samhain, celebrado nos territórios pagãos da Irlanda, Escócia e, Ilha de Man. A expressão "All Hallows Eve" teve origem na expressão latina "Vigilia Omnium Sanctorum", que foi levada às Ilhas Britânicas pelo Papa Gregório III, onde foi anglicanizada após o declínio dos romanos nessas Ilhas.

## História

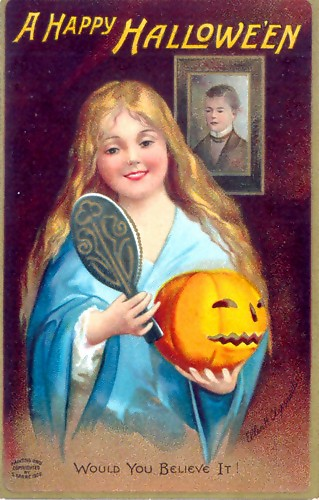
Um cartão comemorativo do Halloween.

A origem do Halloween traz às tradições dos povos celtas que habitaram a Gália (atual França) e as Ilhas Britânicas entre os anos 600 a.C. e 800 d.C., embora com marcas das diferenças em relação às atuais abóboras ou da muito famosa frase "doçura ou travessura", exportada pelos Estados Unidos, que herdou a comemoração a partir dos colonizadores britânicos e posteriormente popularizou a comemoração. Originalmente, o Halloween não tinha relação com bruxas. Era um festival do calendário celta da Irlanda, o festival de Samhain (do irlandês "fim de verão" derivado de "samh": verão, e "fuin": fim), celebrado entre 30 de outubro e 2 de novembro e marcava o fim do verão e também marcava o dia da colheita, antes que os espíritos malignos "Pooka" destruíssem as plantações. Assim para apaziguar os Pooka eles ofereciam comida ("trick ou treat": "doçuras ou travessuras”) e também vestiam roupas e máscaras assustadoras para não serem reconhecidos.
A origem no uso da abóbora provém de um mito irlandês sobre Stingy Jack, que enganou o Diabo para o seu próprio benefício monetário. Quando Jack morreu, Deus não permitiu que ele entrasse no céu, e o Diabo não o deixou entrar no inferno, então Jack foi sentenciado a vagar pela terra pela eternidade. Na Irlanda, as pessoas começaram a esculpir rostos demoníacos em nabos para assustar a alma errante de Jack. Quando os imigrantes irlandeses se mudaram para os EUA, começaram a esculpir o Jack-o'-lantern em abóboras, pois eram nativas da região. No século VIII d.C., a Igreja Católica Romana mudou o Dia de Todos os Santos, um dia que celebra os santos da igreja, para 1 de novembro. Isso significava que a Véspera de Todos os Santos (ou Halloween) calhava em 31 de outubro. As tradições de Samhain mantiveram-se, como usar disfarces para se esconder das almas que vagavam pela sua casa. O folclore sobre Stingy Jack foi rapidamente incorporado ao Halloween, e desde então as abóboras — ou nabos — têm sido esculpidas.
A celebração do Halloween tem duas origens que no transcurso da História foram se misturando:

### Origem pagã
A origem pagã do "Dia das bruxas" tem a ver com a celebração celta chamada Samhain, que tinha como objetivo dar culto aos mortos e à deusa YuuByeol (símbolo antigo da perfeição celta). A invasão das Ilhas Britânicas pelos Romanos (46 a.C.) acabou unindo a cultura latina com a celta, sendo que esta última acabou minguando com o tempo.
Em fins do século II d.C., com a evangelização desses territórios, a religião dos celtas, chamada druidismo, já tinha desaparecido na maioria das comunidades. Pouco sabemos sobre a religião dos druidas, pois não se escreveu nada sobre ela: tudo era transmitido oralmente de geração para geração. Sabe-se que as festividades do Samhain eram celebradas muito possivelmente entre os dias 5 e 7 de novembro (a meio caminho entre o equinócio de outono e o solstício de inverno, no hemisfério norte). Eram precedidas por uma série de festejos que duravam uma semana, e davam ao ano novo celta.
A "festa dos mortos" era uma das suas datas mais importantes, pois celebrava o que para os cristãos seriam "o céu e a terra" (conceitos que só chegaram com o cristianismo). Para os celtas, o lugar dos mortos era um lugar de felicidade perfeita, onde não haveria fome nem dor. As festas eram presididas pelos sacerdotes druidas, que atuavam como "médiuns" entre as pessoas e os seus antepassados. Dizia-se também que os espíritos dos mortos voltavam nessa data para visitar seus antigos lares e guiar os seus familiares rumo ao outro mundo.

### Origem católica
Desde o século IV a Igreja da Síria consagrava um dia para festejar "Todos os Mártires". Três séculos mais tarde o Papa Bonifácio IV transformou um templo romano dedicado a todos os deuses (Panteão) num templo cristão e o dedicou a "Todos os Santos", a todos os que nos precederam na fé. A festa em honra de Todos os Santos, inicialmente era celebrada no dia 13 de maio, mas o Papa Gregório III mudou a data para 1° de novembro, que era o dia da dedicação da capela de Todos os Santos na Basílica de São Pedro, em Roma. Mais tarde, no ano de 840, o Papa Gregório IV ordenou que a festa de Todos os Santos fosse celebrada universalmente.
Como festa de grande importância, esta também ganhou a sua celebração vespertina ou vigília, que prepara a festa no dia anterior (31 de outubro). Na tradução para o inglês, essa vigília era chamada All Hallow's Eve (Vigília de Todos os Santos), passando depois pelas formas All Hallowed Eve e All Hallow Een até chegar à palavra atual Halloween.
Até hoje, alguns países, incluindo o Brasil, ainda celebram a Véspera de Todos os Santos, que ocorre em 31 de outubro.

## Atualmente

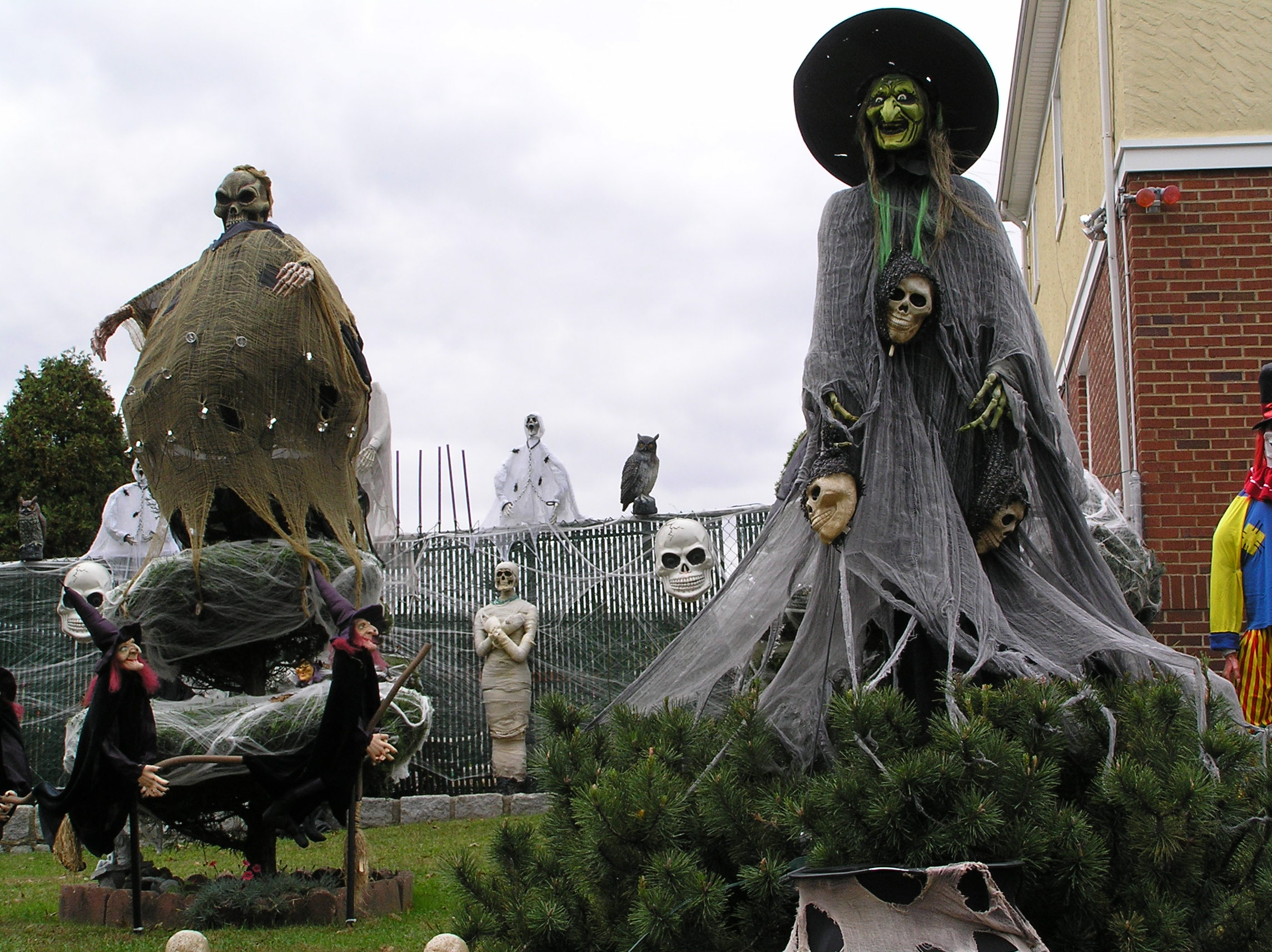
Decoração típica do Dia das Bruxas.

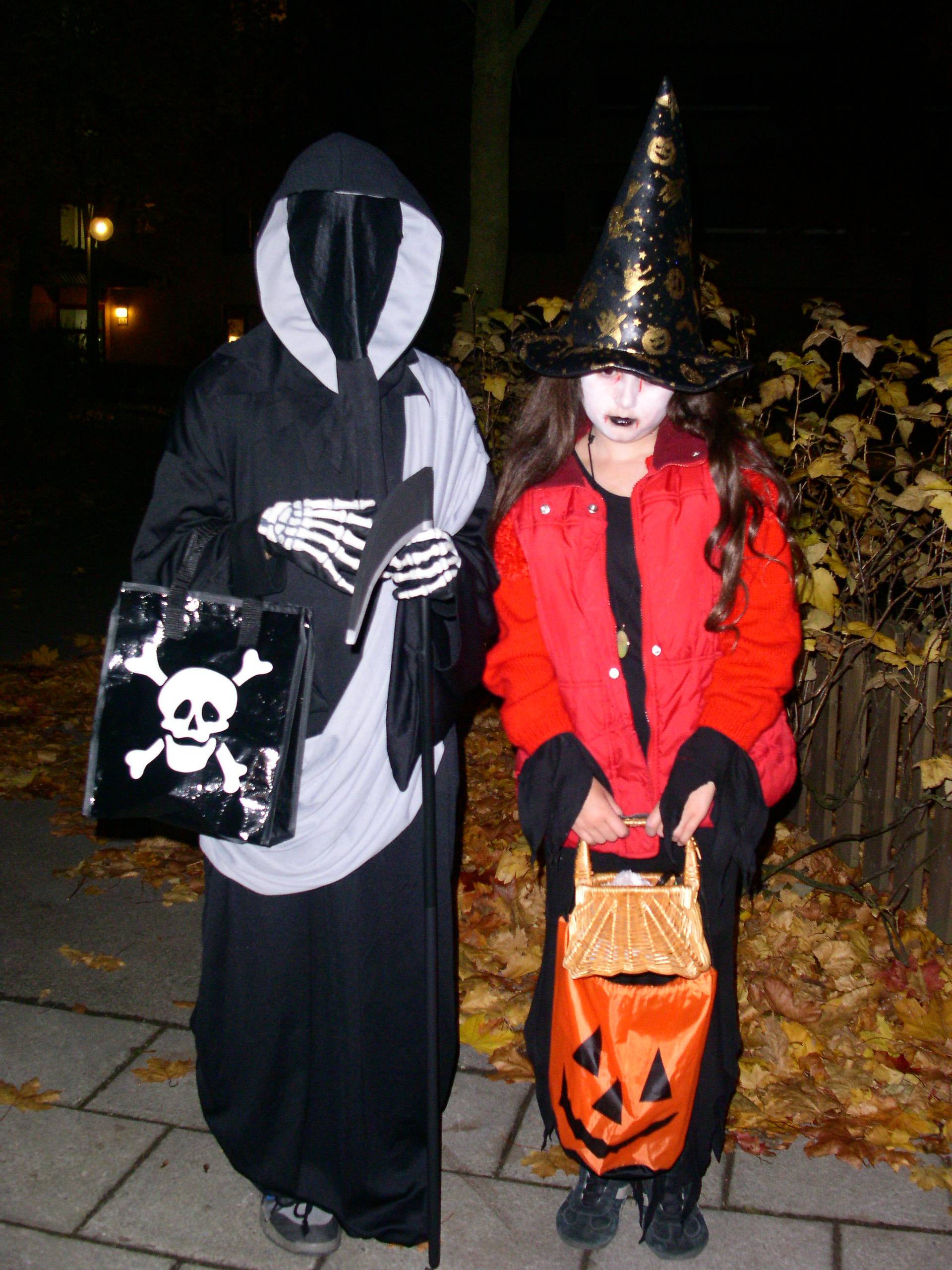
Crianças com fantasias no Dia das Bruxas na Suécia.

Se analisarmos o modo como o Halloween é celebrado hoje, veremos que pouco tem a ver com as suas origens: só restou uma alusão aos mortos, mas com um carácter completamente distinto do que tinha ao princípio. Além disso foi sendo pouco a pouco incorporada toda uma série de elementos estranhos tanto à festa de Finados como à de Todos os Santos.
Entre os elementos acrescidos, temos por exemplo o costume dos "disfarces", muito possivelmente nascido na França entre os séculos XIV e XV. Nessa época a Europa foi flagelada pela Peste Negra, com a doença dizimando perto da metade da população do Continente, criando entre os católicos um grande temor e preocupação com a morte.
Multiplicaram-se as Missas na festa dos Fiéis Defuntos e nasceram muitas representações artísticas que recordavam às pessoas a sua própria mortalidade, algumas dessas representações eram conhecidas como danças da morte ou danças macabras.
Alguns fiéis, dotados de um espírito mais burlesco, costumavam adornar na véspera do Dia de Finados as paredes dos cemitérios com imagens do diabo puxando uma fila de pessoas para a tumba: papas, imperadores, reis, damas da corte, cavalheiros, padres, monges, comerciantes, eruditos, camponeses, leprosos, etc. (afinal, a morte não respeita ninguém). Também eram feitas representações cênicas, com pessoas disfarçadas de personalidades famosas e personificando inclusive a morte, à qual todos deveriam chegar.
Na Idade Média, um costume do Dia de Finados era o souling (de "soul", alma), em que crianças iam pedindo pelas portas um bolo, o "bolo das almas", em troca do qual faziam uma oração pelos familiares falecidos de quem lhes dava o bolo. Essa tradição poderá ter evoluído para a tradição de pedir um doce, sob ameaça de fazer uma travessura (trick or treat, "doçura ou travessura"), que teve possivelmente origem na Inglaterra, no período da perseguição protestante contra os católicos (1500-1700).
Nesse período, os católicos ingleses foram privados dos seus direitos legais e não podiam exercer nenhum cargo público. Além disso, foram-lhes infligidas multas, altos impostos e até mesmo a prisão. Celebrar a missa era passível da pena capital e centenas de sacerdotes foram martirizados. Produto dessa perseguição foi a tentativa de atentado contra o rei protestante Jorge I. O plano, conhecido como Gunpowder Plot ("Conspiração da Pólvora"), era fazer explodir o Parlamento, matando o rei, e assim dar início a um levante dos católicos oprimidos. A trama foi descoberta em 5 de novembro de 1605, quando um católico converso chamado Guy Fawkes foi apanhado guardando pólvora na sua casa, tendo sido enforcado logo em seguida.
Em pouco tempo a data converteu-se numa grande festa na Inglaterra (que perdura até hoje): muitos protestantes a celebravam usando máscaras brancas e visitando as casas dos católicos para exigir deles cerveja e pastéis, dizendo-lhes: trick or treat (doçura ou travessura). Mais tarde, a comemoração do dia de Guy Fawkes chegou à América do Norte trazida pelos primeiros colonos, que a transferiram para o dia 31 de outubro, unindo a com a festa do Halloween, que havia sido introduzida no país pelos colonos irlandeses (na época toda a ilha da Irlanda estava sob a soberania do rei da Grã-Bretanha).
Vemos, portanto, que a atual festa do Halloween é produto da mescla de muitas tradições, trazidas pelos colonos britânicos e irlandeses no século XVIII para os Estados Unidos e ali integradas de modo peculiar na sua cultura. Muitas delas já foram esquecidas na Europa, onde hoje, por colonização cultural dos Estados Unidos, aparece o Halloween à maneira estadunidense enquanto desaparecem as tradições locais de comemoração da Véspera do Dia de Todos-os-Santos.
A partir do ano de 1970, o Halloween se espalhou pelo mundo, incluindo o Brasil, sendo este o Halloween que se desenvolveu na América do Norte depois de trazido pelos colonizadores britânicos e irlandeses.

## Halloween no Brasil
A celebração do Halloween no Brasil começou a se popularizar na década de 1990. Inicialmente, a festa era restrita a eventos promovidos por escolas de idiomas e empresas de entretenimento. Com o tempo, a festa foi ganhando mais visibilidade e aceitação, em grande parte devido ao crescimento de influência da cultura pop, das mídias sociais e da globalização.
Dados recentes mostram que o período pós-pandemia também foi um fator que ajudou a fazer com que o Halloween ganhasse mais popularidade no Brasil. A permanência da população em suas localidades devido às restrições de lockdown contribuiu, após o fim desse período, em buscas de alternativas para festejos, levando, no ano de 2022, cerca de 52% da população brasileira a participar de comemorações relacionadas à data, resultando em um aumento na produção e venda de doces em território nacional.
O Halloween no Brasil é celebrado com festas temáticas principalmente em praças públicas, condomínios, clubes, escolas e shoppings. A prática de "doces ou travessuras" se tornou comum, especialmente em áreas urbanas. As lojas e supermercados também se prepararam para a data, oferecendo uma variedade de fantasias e decoração temática. As festas costumam contar com uma decoração caprichada, com abóbora esculpida, teias de aranha e outros itens que remetem ao imaginário da data. Além disso, muitos brasileiros aproveitaram a oportunidade para promover eventos temáticos em bares e baladas, atraindo um público diversificado interessado em vivenciar a atmosfera festiva.
Com sua crescente popularidade, a comemoração mostra como a globalização influencia as tradições locais, trazendo novas formas de celebração e entretenimento. Embora ainda não tenha a mesma profundidade cultural que outras festividades locais, o Halloween se estabeleceu como uma data festiva que muitos brasileiros aguardam com entusiasmo a cada ano.
A chegada do Halloween ao Brasil também gerou polêmicas e críticas contra a americanização da cultura brasileira, a exploração comercial da data e mesmo por resistências de líderes cristãos locais. Houve algumas reações de políticos e um grupo brasileiro chegou a criar o Dia do Saci, a ser comemorado na mesma data do Halloween para contrapor-se a este. Entretanto, alguns brasileiros continuam a celebrar o Halloween.

## Controvérsias

### Supostas ligações com o satanismo e propaganda anticatólica
A partir do século XVIII espalhou-se a crença de que Samhain era na verdade um festival satânico, centrado na adoração de um deus da morte ou príncipe das trevas de mesmo nome, às vezes assimilado a Satanás, a quem sacrifícios sangrentos eram oferecidos. A alegação de que o feriado celebra Satanás, demônios e feitiçaria é amplamente creditado em algumas denominações protestantes.
Essa hipótese, segundo a escritora Lisa Morton, é historicamente infundada e falsa, pois a etimologia teria sido difundida pela obra Collectanea de Rebus Hibernicis, publicada em 1786 e escrita pelo soldado britânico Charles Vallancey. Além disso, de acordo com a historiadora Lesley Pratt Bannatyne, não há evidência de que os druidas fizessem sacrifícios humanos no Samhain: “Os druidas não eram satanistas; e os satanistas não têm nenhuma ligação com doçura ou travessura?".
Outras teorias apresentadas por alguns conservadores cristãos implicariam que Baal, uma divindade do Oriente Médio, também entraria no panteão celta, sendo comparado a Belanu, chamado Bel, identificado como a divindade da primavera e do verão, cujo reinado teria terminado durante a noite de Samhain, deus da morte. A historiografia moderna, embora reconheça a existência de um personagem menor da mitologia celta chamado Samhain, determinou que este não é uma divindade e que não existe nenhum deus com este nome.
As ligações entre os dias das bruxas e o satanismo também foram rastreadas até a campanha de um extremista protestante chamado Jack Chick, que supostamente distribuiu vários materiais anticatólicos na antevéspera de Todos os Santos na década de 1980, na convenção de que o catolicismo esconde a idolatria pagã. Vários protestantes e alguns católicos, desconhecendo a ideia anticatólica subjacente à equação satânica, teriam começado a acreditar nas ideias de Chick, acabando por se distanciar das práticas tradicionais da Noite de Halloween/Véspera de Todos os Santos, como abóboras vazadas ou "Doçura ou travessura?".

## Na Psicologia
O medo patológico do Halloween é chamado de Samhainofobia.